# Liste des épisodes de Jormungand
Cet article est un complément de l’article sur le manga Jormungand. Il contient la liste des épisodes de l'adaptation en anime.

## Liste des épisodes

### Jormungand
| No | Titre anglais                      | Titre japonais                   | Titre japonais             | Date de 1re diffusion |
| No | Titre anglais                      | Kanji                            | Rōmaji                     | Date de 1re diffusion |
| -- | ---------------------------------- | -------------------------------- | -------------------------- | --------------------- |
| 1  | Gun Metal, Calico Road             | ガンメタル・キャリコロード       | Gan Metaru - Kayriko Rōdo  | 10 avril 2012         |
| 2  | Pulsar                             |                                  |                            | 17 avril 2012         |
| 3  | Musica Ex Machina phase.1          | ムジカ・エクス・マキーナ phase.1 | Mujika Ekusu Makīna Fēzu 1 | 24 avril 2012         |
| 4  | Musica Ex Machina phase.2          | ムジカ・エクス・マキーナ phase.2 | Mujika Ekusu Makīna Fēzu 2 | 1er mai 2012          |
| 5  | Vein                               |                                  |                            | 8 mai 2012            |
| 6  | African Golden Butterflies phase.1 |                                  |                            | 15 mai 2012           |
| 7  | African Golden Butterflies phase.2 |                                  |                            | 22 mai 2012           |
| 8  | Mondo Grosso                       | モンド・グロッソ                 | Mondo Gurosso              | 29 mai 2012           |
| 9  | Dragon Shooter phase.1             |                                  |                            | 5 juin 2012           |
| 10 | Dragon Shooter phase.2             |                                  |                            | 12 juin 2012          |
| 11 | Hill of Destruction phase.1        | 滅びの丘 phase.1                 | Horobi no Oka Fēzu 1       | 19 juin 2012          |
| 12 | Hill of Destruction phase.2        | 滅びの丘 phase.2                 | Horobi no Oka Fēzu 2       | 26 juin 2012          |

### Jormungand: Perfect Order
| No | Titre anglais                      | Titre japonais   | Titre japonais      | Date de 1re diffusion |
| No | Titre anglais                      | Kanji            | Rōmaji              | Date de 1re diffusion |
| -- | ---------------------------------- | ---------------- | ------------------- | --------------------- |
| 13 | The Snake that Admires the Heavens | 天を仰ぐ蛇       | Ten o Aogu Hebi     | 9 octobre 2012        |
| 14 | Dance with Undershaft phase.1      |                  |                     | 16 octobre 2012       |
| 15 | Dance with Undershaft phase.2      |                  |                     | 23 octobre 2012       |
| 16 | Kasper and Jonah                   | キャスパーとヨナ | Kyasupā to Yona     | 30 octobre 2012       |
| 17 | Castle of Lies phase.1             | 嘘の城 phase.1   | Uso no Shiro Fēzu 1 | 6 novembre 2012       |
| 18 | Castle of Lies phase.2             | 嘘の城 phase.2   | Uso no Shiro Fēzu 2 | 13 novembre 2012      |
| 19 | Pazuzu                             |                  |                     | 20 novembre 2012      |
| 20 | New World phase.1                  |                  |                     | 27 novembre 2012      |
| 21 | New World phase.2                  |                  |                     | 4 décembre 2012       |
| 22 | New World phase.3                  |                  |                     | 11 décembre 2012      |
| 23 | Warmonger                          | ウォーモンガー   | Wōmongā             | 18 décembre 2012      |
| 24 | Century of Shame                   | 恥の世紀         | Haji no Seiki       | 25 décembre 2012      |